# Henryk Żeglarz
Henryk Żeglarz (port. Dom Henrique o Navegador; ur. 4 marca 1394 w Porto, zm. 13 listopada 1460 w Sagres) – infant, trzeci syn króla Portugalii Jana I Dobrego i Filipy Lancaster. Uważany za twórcę portugalskiego imperium kolonialnego.
W 1415 otrzymał tytuł księcia Viseu i pana Covilhã, a 25 maja 1420 roku został wielkim mistrzem Zakonu Rycerzy Chrystusa. Był patronem rozwoju floty portugalskiej i odkryć geograficznych. Założył szkołę nawigacji w Lizbonie. Zachęcał żeglarzy do wykorzystywania osiągnięć nauk, zwłaszcza matematyki. Sprowadzał do Portugalii muzułmańskich i żydowskich uczonych, którzy specjalizowali się w tworzeniu map i technice żeglarskiej.
Przydomek Żeglarz nadał mu angielski historyk w XIX wieku. Henryk w rzeczywistości nie był zawodowym żeglarzem, odwiedził północną Afrykę zaledwie 3 razy w przeciągu całego swojego życia. Wyprawy sponsorowane i nadzorowane przez Henryka przyniosły jednak imponujące rezultaty. Głównym celem wypraw było zyskanie przewagi nad sąsiednimi krajami muzułmańskimi i uzyskanie dostępu drogą morską do szlaków handlu złotem.
W 1419 roku zasiedlono Maderę, w latach 1427-1450 Azory, w latach 1450-1460 Wyspy Zielonego Przylądka. Do budowanych na wyspach osad przewożono bydło hodowlane, które rozmnażało się bardzo szybko w dzikich warunkach. Uprawiano oliwki, zboża i wino. Próbowano również wprowadzić uprawę trzciny cukrowej. Osady na wyspach stawały się punktami wyjścia dla coraz dalszych wypraw morskich.
Utworzono również liczne osady wzdłuż zachodniego wybrzeża Afryki:
- Arkin (wyspa) – 1443
- Ceuta – 1415
- Rio de Oro – 1436[potrzebny przypis]
- Senegal – 1444[2]

Osada w Arkin została stworzona przy szlaku handlowym prowadzącym przez Saharę, by pozyskiwać złoto, przyprawy i niewolników. Henryk udzielał kupcom licencji na handel, w zamian za wysokie opłaty. Kupcom często łatwiej i korzystniej było zakupić niewolników niż złoto. Handlowano często z muzułmańskimi kupcami, którzy operowali wówczas na terenie Afryki. Za niewolników płacono szklanymi paciorkami, odzieżą, końmi czy solą. Portugalscy kupcy zatrudniali niektórych niewolników do pracy w swoich osadach, innych przywozili do Europy i tam sprzedawali, jeszcze innych sprzedawali w Afryce w zamian za złoto.
Henryk poszukiwał aprobaty papieża dla swoich wypraw i uzyskał ją w postaci serii bull od papieża. Dokumenty ogłaszały, że wyprawy żeglarzy Henryka stanowią krucjatę i mają szerzyć wiarę chrześcijańską, zakładać osady i kolonizować nowe ziemie. Papież aprobował również pozyskiwanie niewolników, pod warunkiem że dzieje się to w celu nawrócenia ich na chrześcijaństwo.
Legenda portugalska głosi, iż król polski, Władysław III Warneńczyk, przeżył bitwę pod Warną, by następnie pod mianem Henrique Alemao − rycerza św. Katarzyny z góry Synaj − osiąść w posiadłości Madalena do Mar na portugalskiej Maderze, którą miał mu podarować właśnie książę Henryk Żeglarz. Tam miał się ożenić, doczekać syna i zginąć na morzu w wieku ponad 40 lat.